# DIC (기업)
DIC 주식회사(DIC株式会社)는 일본의 화학 회사로, 잉크, 안료, 고분자, 특수 플라스틱 및 화합물, 생화학 물질의 개발, 제조 및 판매를 전문으로 한다.
이 회사는 1908년 카와무라 잉크 제조소로 설립되어 1915년 카와무라 키주로 상점으로 개명되었고, 1937년 다이닛폰 인쇄 잉크 제조로 법인화되었으며 1962년 다이닛폰 잉크 & 케미컬(DIC)로 개명되었다가 2008년 창립 100주년을 맞아 현재의 DIC 주식회사로 이름을 변경했다. "Color & Comfort By Chemistry"라는 회사 슬로건은 DIC 제품이 일상생활에 색상과 편안함을 제공해야 함을 시사한다.
이 회사는 전 세계적으로 (62개국에 176개 자회사 및 계열사를 통해) 운영되며, 미주 및 유럽에 본사를 둔 썬케미컬 코퍼레이션을 포함한다.
일본의 DIC는 도쿄, 지바, 호쿠리쿠, 사카이, 가시마, 욧카이치, 시가, 고마키, 사이타마, 다테바야시에 10개의 공장을 두고 있다. 일본의 주요 연구소는 사쿠라시에 위치하며, 중국의 DIC 개발 센터(칭다오 DIC 파인케미컬 유한회사, 칭다오, 중국) 및 썬케미컬 그룹의 연구소(미국, 독일, 영국)와 협력한다.
이 회사는 도쿄 증권거래소에 상장되어 있다.

## 역사
- 1908 카와무라 잉크 제조소로 설립
- 1937 다이닛폰 인쇄 잉크 제조 법인화
- 1950 도쿄 증권거래소 상장
- 1962 일본 라이히홀트와 합병, 회사명을 다이닛폰 잉크 & 케미컬로 변경
- 1986 썬케미컬의 그래픽 아트 재료 부서 인수
- 1987 라이히홀트 케미컬스 인수
- 1999 토탈피나 SA의 인쇄 잉크 부서(Coates) 인수
- 2005 라이히홀트 매각
- 2008 사명을 DIC 주식회사로 변경
- 2009 DIC의 국내 인쇄 잉크 사업과 DNP의 인쇄 잉크 사업을 통합한 다이닛폰 인쇄 (DNP)와의 합작 투자사인 DIC 그래픽스 설립
- 2021 바스프의 글로벌 안료 사업인 BASF Colors & Effects (BCE) 인수

## 사업 및 제품
DIC는 3개의 사업부와 6개의 제품 부문으로 나뉜다.

### 포장 및 그래픽
- 인쇄 재료 제품 부문: 오프셋 잉크, 그라비어 잉크, 플렉소 잉크, 금속 장식 잉크, 보안 잉크, 인쇄판, 젯 잉크, 뉴스 잉크
- 포장 재료 제품 부문: 포장 접착제, 공압출 다층 필름, 폴리스타이렌 (초분기형, GPPS, HIPS).

### 색상 및 디스플레이
- 색상 재료 제품 부문: 인쇄 잉크용 안료, 코팅 및 플라스틱용 안료, 특수 용도 안료, 컬러 필터용 안료, 화장품 및 건강 식품용 안료 (스피룰리나)
- 디스플레이 재료 제품 부문: 박막 트랜지스터 액정 (TFT LC), 초 비틀린 네마틱 액정 (STN LC)

### 기능성 제품
- 성능 재료 제품 부문: 일반 고분자 (알키드 수지, 불포화 폴리에스터 수지, 가소제, 수성 수지, 아크릴 수지, 페놀 수지) 특수 고분자 (에폭시 수지, 자외선 (UV) 경화 수지, 폴리우레탄 수지, 플루오로화학 물질), 카복실산 금속, 황 화학 물질, 섬유 및 직물 착색제
- 복합 재료 제품 부문: 폴리페닐렌 설파이드 (PPS) 화합물, 실내 주거 제품, 산업용 접착 테이프, 플라스틱 착색제, 고성능 광학 재료, 중공사막, 의료 진단 제품

### DIC 컬러 시스템 가이드
DIC 컬러 시스템 가이드는 먼셀 색 이론을 기반으로 한 별색 시스템이다. 일본에서 흔히 사용되며, 팬톤 시스템과 비슷한 역할을 한다.

### 제조 시설
이 회사는 최근 옵티마(Optima)라는 첨단 톨루엔 프리 액상 잉크 제조 공장을 개장했다. 이 공장은 인도 구자라트주 바루치 지구 사키야에 위치한 DIC의 다섯 번째 공장이다.
이 공장은 92,500m² 부지에 건설되었으며, 국내 톨루엔 프리/케톤 프리(TF, KF/NTNK) 잉크에 대한 증가하는 수요를 충족시키기 위해 45,000m²의 부지를 사용한다.
1단계에서는 이 공장이 2교대로 10,000톤의 TF, KF/NTNK 액상 잉크를 생산할 수 있는 능력을 갖추고 있다. DIC 인디아는 국내 및 수출 시장을 위한 부가가치 및 특수 제품을 제조하기 위해 공장을 추가로 확장할 계획이다. 이 회사는 운영 중인 다양한 유형의 제품을 위한 공장을 건설하기 위해 남은 부지를 활용할 계획이다.
이 새 공장은 100명 이상의 고용을 창출하고, 인도 화학 허브의 중심에 위치하여 회사의 북부 및 서부 시장 접근성을 높일 것으로 예상된다.
DIC 인디아의 다른 네 공장은 우타르프라데시, 아마다바드 (구자라트), 콜카타, 카르나타카에 위치해 있다.

## 문화 활동
- DIC는 스포츠 클럽 체인 "르네상스"의 47.7%를 소유하고 있다.[12]
- 1990년, 이 회사는 회사 및 계열사가 수집한 예술 작품을 전시하기 위해 카와무라 기념 DIC 미술관을 설립했다. 이 박물관은 중앙 연구소 근처의 30헥타르 공원에 위치해 있다. 주주들의 압력에 부분적으로 기인한 DIC 경영진의 결정에 따라,[13] 이 박물관은 2025년 2월 1일에 폐관될 예정이다.[14]

## 갤러리
DIC의 위치
- 도쿄의 새로운 DIC 본사 건물
- 사쿠라의 DIC 중앙 연구소
- 사쿠라의 카와무라 기념 DIC 미술관